# Szekeres Ilona
Szekeres Ilona (Kispest, 1937. április 27. –) magyar színésznő.

## Életpályája
Kispesten született, 1937. április 27-én. 1959-ben kapott színészi diplomát a Színház- és Filmművészeti Főiskolán. 1959–1963 között a Miskolci Nemzeti Színház tagja volt, majd egy évadot a budapesti Nemzeti Színházban játszott. 1965-től a szolnoki Szigligeti Színházhoz szerződött. 1969–1978 között a Veszprémi Petőfi Színház, 1978-tól a Thália Színház színésznője volt.
Főleg drámai szerepekben tűnt ki.  
Férje Horváth Sándor színművész volt. Két gyermekük: Ilona (1962) és Máté (1972).

## Fontosabb színházi szerepei
- Makszim Gorkij: Vassza Zseleznova.... Natasa
- Szinetár György: Susmus.... Éva, Baranyi lánya
- Madách Imre: Az ember tragédiája.... Éva
- Fejes Endre: Rozsdatemető.... Gizike
- Móricz Zsigmond: Nem élhetek muzsikaszó nélkül.... Kisvicákné
- William Shakespeare: Rómeó és Júlia.... Júlia
- William Shakespeare: III. Richárd.... Erzsébet
- Anton Pavlovics Csehov: Cseresznyéskert.... Varja
- John Steinbeck: Lement a hold.... Molly, Morden felesége
- Arthur Miller: A salemi boszorkányok.... Mary Warren
- Neil Simon: Furcsa pár.... Gwendoline O`Pigeon
- George Bernard Shaw: Szent Johanna.... Johanna
- Eugène Scribe: Egy pohár víz.... Királynő
- Bertolt Brecht: Kurázsi mama és gyermekei.... Kathrin
- Luigi Pirandello: Liolá és a lányok.... Gesa, Mita nagynénje
- Metta Victoria Fuller Victor: Egy komisz kölök naplója.... Anyika
- Mihail Filippovics Satrov: Égszínkék lovak, vörös füvön.... Krupszkaja
- James Joyce: Számkivetettek.... Brigid, a Rowen család öreg cselédje
- Piero Chiara: Jöjjön el egy kávéra hozzánk.... Teresa
- Egon Erwin Kisch: Őrültek a fedélzeten avagy 365 nap alatt Prágától Pozsonyig.... Kocsmárosné
- Grigorij Gorin: Gyalog a holdsugáron.... Jakobina von Münchhausen báróné
- Hugo von Hofmannsthal: Akárki.... Első kisasszony
- Tankred Dorst: Mi lesz veled, emberke?.... Emilie Kleinholz; Gazdag asszony; Mosónő
- Csingiz Ajtmatov: Az évszázadnál hosszabb ez a nap.... Ajzáda, Kazangap leánya
- Békés Pál: Egy kis térzene.... Kellemetlen öregasszony
- George Bernard Shaw: Vissza Matuzsálemhez.... Követné
- Mesterházi Lajos: Pesti emberek.... Toncsi néni
- Borenich Péter: Pesti történet.... Körzeti orvosnő

## Filmek, tv
- Égi madár (1958)
- Gebék és paripák (1959)...Sajti lánya
- Álmatlan évek (1959)
- Fügefalevél (1966)
- És mégis mozog a föld (sorozat) 1. rész (1973)
- Jelbeszéd (1974)
- Utánam, srácok! (sorozat)

- BFK úr, a mesterdetektív című rész (1975) ... Bogdán mama
- Bicajozni tudni kell című rész (1975) ... Bogdán mama
- A hídrakéta című rész (1975)... Bogdán mama
- Nyúlkenyér (1977)
- Muslicák a liftben (1977)
- Amerikai cigaretta (1978)...Pénztárosnő
- Ebéd (1978)...Anya
- Dóra jelenti (1978)...Lémanné, Maud
- Az ember evvel a nagy sebével (1980)
- Védtelen utazók (1981)
- Fehér rozsda (1982)
- Appassionata (1982)
- Kettévált mennyezet (1982)
- Glória (1982)
- Mint oldott kéve (sorozat)

- Magyarország-Bécs-Colmar-Párizs 1849-1951 című rész (1983)...Kovácsmesterné
- Az utolsó futam (1983)
- Tizenhat város tizenhat leánya (1983)
- Különös házasság (sorozat) 3 - 4. rész (1984)
- Lakótelepi mítoszok (1985)
- A zöld torony (1985)...Csöngéné
- Elysium (1986)
- Tihamér (1989)...Házvezetőnő
- Oktogon (1989)...Wünscherné
- A főügyész felesége (1990)
- Szomszédok (sorozat)

- 19. rész (1988)
- 60. rész (1989)
- 104. rész (1991)
- 137. rész (1992)
- A csikós (1993)...Asszony
- Öregberény (1994-1995)
- Az a nap a mienk (2002)